# Michał Janowczyk
Michał Wacław Janowczyk (ur. 11 września 1918 w Poznaniu, zm. 15 marca 1996 tamże) – polski bokser i trener młodzieży. Więzień obozów koncentracyjnych Auschwitz i Buchenwald oraz obozu pracy Ohrdruf.

## Dzieciństwo i młode lata
Urodził się jako najmłodsze z pięciorga dzieci Marii Janowczyk, służącej na Uniwersytecie Poznańskim. Do momentu wybuchu II wojny światowej 1 września 1939 roku, był uczniem klasy poligraficznej w Miejskiej Szkole Handlowej w Poznaniu.

## Kariera bokserska
Od najmłodszych lat przejawiał zamiłowanie do sportu i jako nastolatek dołączył do sekcji pięściarskiej poznańskiego „Sokoła”, gdzie trenował pod okiem Waltera Witolda Majchrzyckiego. Swoją pierwszą oficjalną walkę bokserską stoczył w 1933 roku w ramach wewnętrznych zawodów klubowych. Dwa lata później uczestniczył w międzynarodowym turnieju Sokoła, po raz pierwszy spotykając się w ringu z Tadeuszem „Teddym” Pietrzykowskim. W 1935 roku miał na koncie 29 stoczonych walk, z których 23 wygrał, 3 zremisował i tylko 3 przegrał.

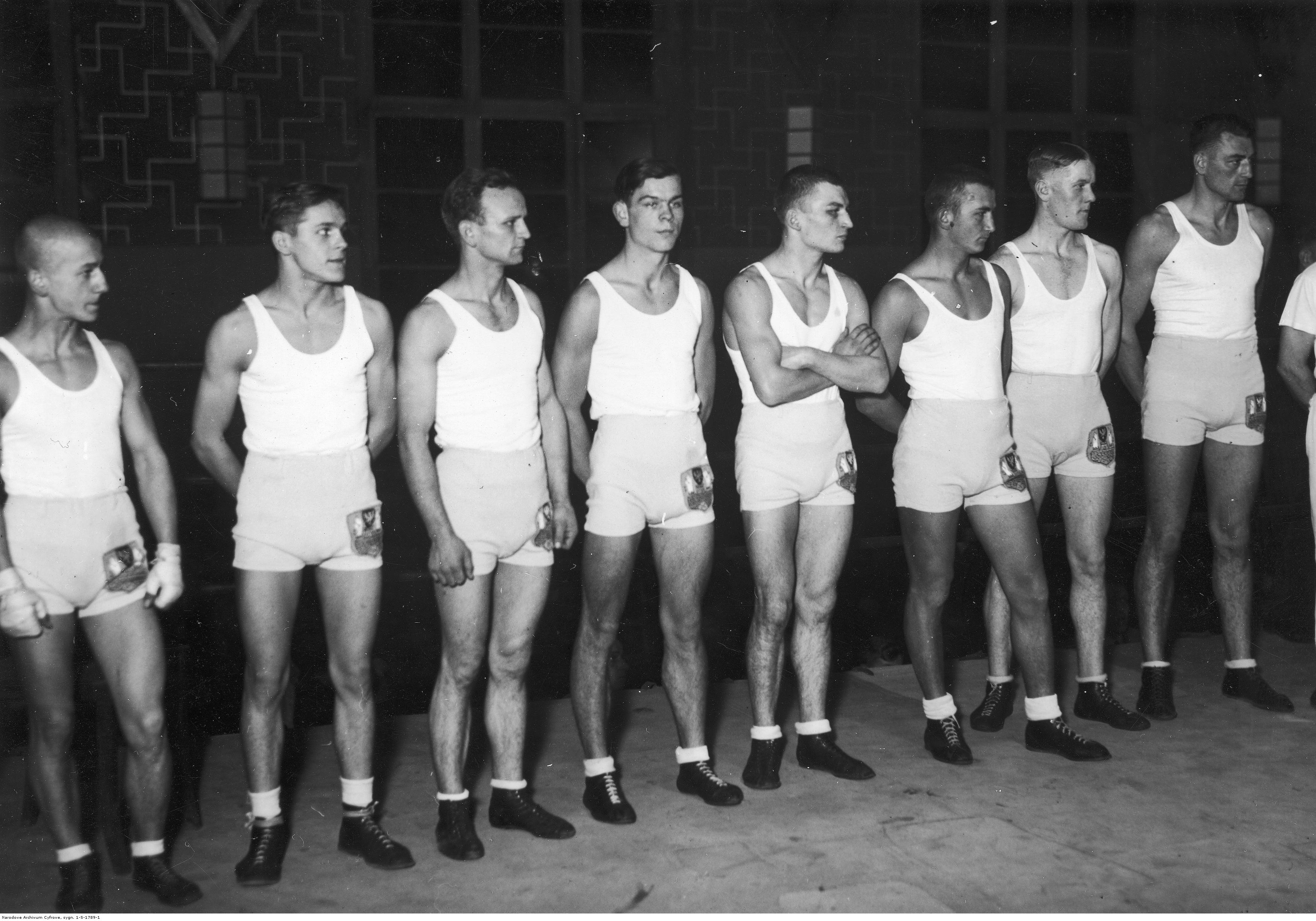
Michał Janowczyk (drugi od lewej) przed pojedynkiem bokserskim pomiędzy drużynami Poznania i Łodzi w 1935 r.

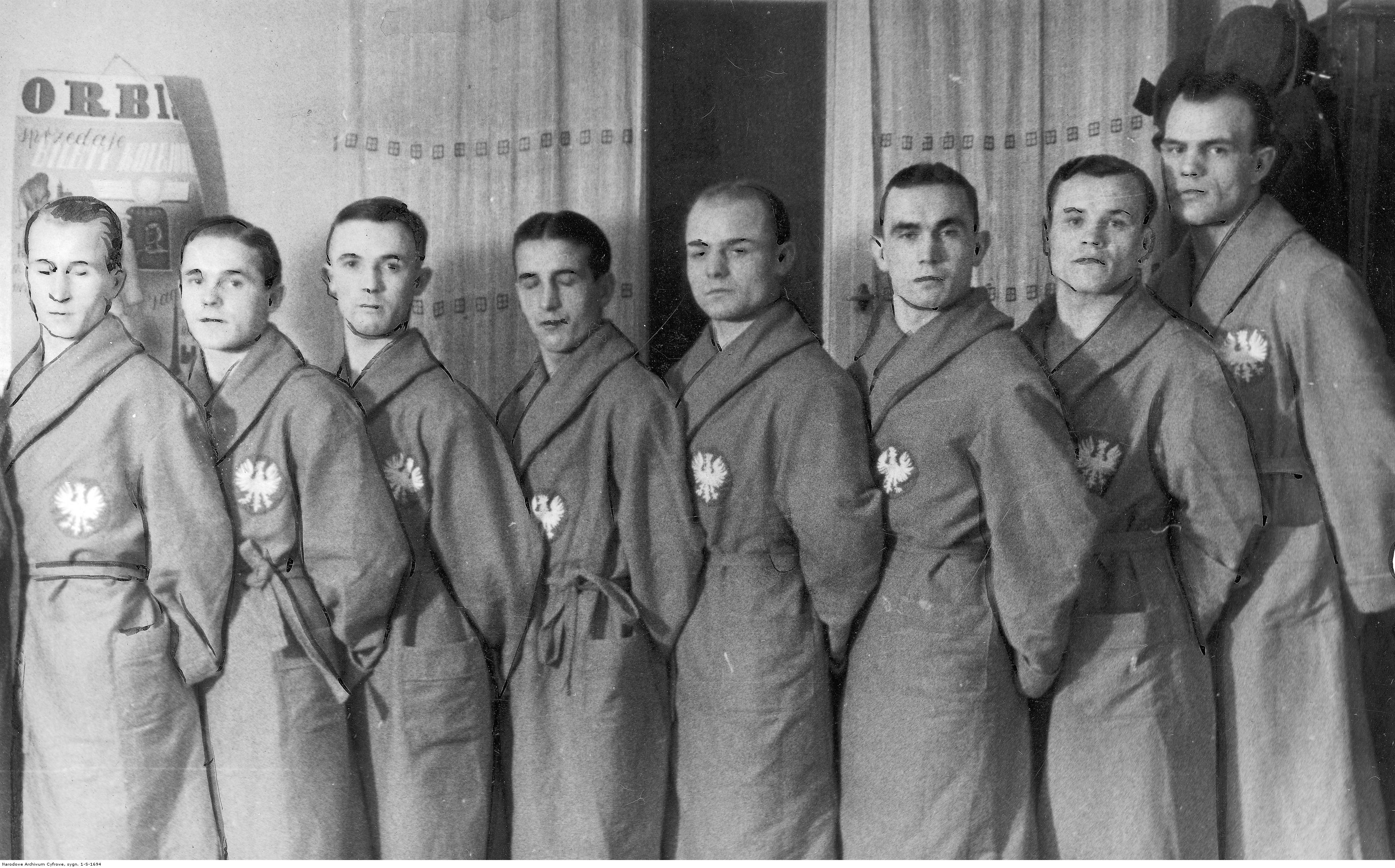
Michał Janowczyk (drugi od lewej) przed meczem bokserskim Polska - Łotwa w 1938 r.

W 1936 r. wystartował w międzynarodowych zawodach między reprezentacjami Poznania i Berlina, pokonując w walce niemieckiego zawodnika, Weinholda. W tym samym roku podczas pięściarskich mistrzostw związku Sokoła, zdobył tytuł mistrzowski w wadze koguciej, nokautując swoich przeciwników zarówno w półfinale, jak i w finale. Rok później uczestniczył w międzyklubowych zawodach poznańskiego Sokoła, mierząc się z niemiecką reprezentacją Herosa z Erfurtu zarówno w Poznaniu, jak i w Niemczech. W 1938 roku zdobył brązowy medal na 15-tych finałach indywidualnych mistrzostw pięściarskich w Łodzi, przegrywając walkę o srebro z Antonim Czortkiem. W lipcu 1938 roku, jako posiadacz 68 zwycięstw i remisów, został odznaczony przez PZB brązową odznaką bokserską.
Dwukrotnie reprezentował Polskę na arenie międzynarodowej podczas starć z Łotwą w 1938 roku oraz Szwecją w 1946 roku. W 1947 roku zdobył srebrny medal na XVIII bokserskich Mistrzostwach Polski.

## Aresztowanie i pobyt w obozach
We wrześniu 1939 roku, jako 21-latek, zaciągnął się na ochotnika do wojska, uczestnicząc w walkach pod Kutnem i Sochaczewem. Po kapitulacji trafił do niewoli, z której uciekł do Poznania, po czym przedostał się do Warszawy, gdzie w 1940 roku, na skutek ulicznej łapanki, został uwięziony przez Gestapo na Pawiaku i w obozie przejściowym przy ul. Skaryszewskiej pod zarzutem działalności antyhitlerowskiej oraz bycia członkiem Związku Walki Zbrojnej.
Po licznych przesłuchaniach został przetransportowany do Austrii jako robotnik przymusowy do pracy przy budowie dróg, a następnie zatrudniony w parowozowni na Dworcu Zachodnim w Wiedniu. W lutym 1942 roku, pod niesłusznym zarzutem szerzenia propagandy przeciw III Rzeszy i znieważenia strażnika, trafił do miejscowego aresztu, gdzie po niemal trzymiesięcznych przesłuchaniach został osadzony przez Gestapo w KL Auschwitz jako więzień polityczny numer 54130. Podczas pobytu w obozie wielokrotnie uczestniczył w walkach bokserskich, pojedynkując się w obozowym ringu z dawnymi kolegami m.in. z Tadeuszem „Teddym” Pietrzykowskim. 8 września 1942 roku został wyselekcjonowany w czasie kąpieli przez lekarza SS i zakażony tyfusem plamistym. Pobyt na bloku szpitalnym przeżył dzięki zaangażowaniu polskich lekarzy oraz innych więźniów, w tym Pietrzykowskiego.
12 marca 1943 roku, jako więzień numer 10805, trafił do KL Buchenwald, w którym przebywał do kwietnia 1945 roku. W obozie pracował przy budowie linii kolejowej Buchenwald-Weimar, a następnie w Zakładach Zbrojeniowych „Mibau” oraz „Gustloff-Werke”. Po zbombardowaniu fabryki został przeniesiony do podobozu Buchenwald – KL Ohrdruf, otrzymując numer 103821.
Od 1 maja 1943 roku, do 29 kwietnia 1945 roku był członkiem Międzynarodowego Ruchu Oporu w KL Buchenwald i należał do podziemnej Wojskowej Organizacji Antyfaszystowskiego Ruchu Oporu, przygotowującej się do powstania obozowego. Brał czynny udział w działaniach organizacji i zajmował się werbowaniem do niej nowo przybyłych więźniów.

## Obóz przejściowy i powrót do kraju
W kwietniu 1945 roku, na skutek ewakuacji obozu w Buchenwaldzie, trafił do transportu kolejowego skierowanego do obozu koncentracyjnego w Dachau. Podczas postoju i przegrupowania więźniów do marszu śmierci uciekł z kolumny do pobliskiej miejscowości Freising, pozostając w ukryciu do czasu wyzwolenia miasta przez wojska alianckie. Po rocznym pobycie w tamtejszym obozie przejściowym powrócił do Poznania, znajdując zatrudnienie w fabryce H. Cegielski – Poznań S.A. Jego powrót do kraju został odnotowany w 286 numerze „Dziennika Zachodniego” z 17 października 1946 roku.
Od stycznia 1948 roku, aż do emerytury, pracował w Zakładach Graficznych im. M. Kasprzaka w Poznaniu. Po zakończeniu kariery sportowej zaangażował się w pracę trenerską i szkolenie młodzieży w poznańskich klubach bokserskich HCP, KS Warta, AZS Poznań oraz GKS Olimpia Poznań.
Od 1971 roku był zweryfikowanym członkiem ZBoWiD z tytułu więźnia politycznego. Po swojej śmierci w 1996 roku, został pochowany na Cmentarzu Junikowskim w Poznaniu.

## Odznaczenia
- 1938 – Brązowa odznaka PZB[9]
- 8.10.1960 – Odznaka Jubileuszowa P.O.Z.B.
- 27.06.1965 – Dyplom Uznania PZB
- 16.11.1973 – Honorowa Odznaka m. Poznania
- 22.05.1974 – Medal Zwycięstwa i Wolności